# Picana eléctrica

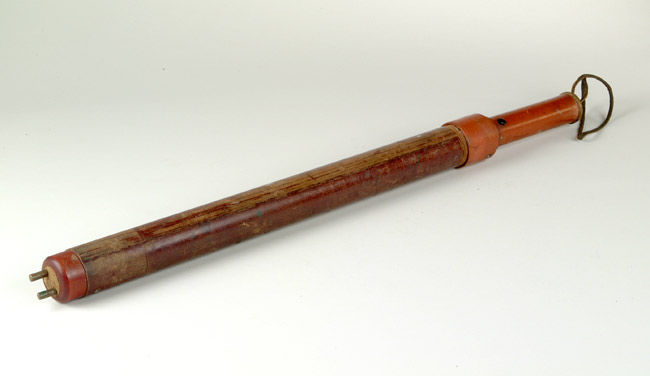
Picana eléctrica

La picana eléctrica es un instrumento de tortura utilizado en algunos momentos históricos por la policía y el ejército en Argentina y en algunos países de Sudamérica. Fue inventada por Polo Lugones, hijo de Leopoldo Lugones y jefe de policía durante la dictadura de José Félix Uriburu, quien la introdujo como método de acoso violento en los interrogatorios. Según el historiador Felipe Pigna, la hija de Polo Lugones, Pirí Lugones, fue torturada con la picana que su padre inventó.
La picana da golpes de corriente o descargas sostenidas en contacto con el cuerpo y sus efectos en las partes más delicadas (genitales, dientes, mucosas, pezones, etcétera) son devastadores.
Pili Lugones nieta del inventor 
A los cincuenta y dos años de edad, el 20 de diciembre de 1977, fue secuestrada ilegalmente por los "grupos de tareas" durante la dictadura militar y del jefe de la división "Información política" de la SIDE—que gobernó el país entre 1976 y 1983.

Algunos autores consideran que fue Guillermo Solveyra Casares —designado por Juan Domingo Perón como  quien introdujo en Argentina.
Ampliamente utilizada por los grupos de tareas del autodenominado Proceso de Reorganización Nacional, la dictadura militar que gobernó Argentina desde 1976 a 1983, los testimonios acerca de su utilización y efectos físicos y psicológicos están ampliamente recogidos en el informe Nunca más.
Pese a que la electricidad fue usada como método de tortura durante todo el siglo XX, más allá de Argentina y países aledaños como Chile y Bolivia, no existen registros del uso de la picana eléctrica en otras partes del mundo.